# Yasmani Copello
Yasmani Copello, född den 15 april 1987 i Havanna, Kuba, är en turkisk friidrottare som främst tävlar i häcklöpning.

## Karriär
Copello tog OS-brons på 400 meter häck i samband med de olympiska friidrottstävlingarna 2016 i Rio de Janeiro.
I augusti 2021 vid OS i Tokyo slutade Copello på 6:e plats på 400 meter häck efter ett lopp på 47,81 sekunder, vilket blev ett tangerat nationsrekord.